# Gladiolus imbricatus
Espèce
Le Glaïeul imbriqué (Gladiolus imbricatus) est une plante vivace du genre Gladiolus et de la famille des Iridaceae. On en trouve en Arménie, autour du lac Arpi